# Лютер, Мартин
Ма́ртин Лю́тер (монашеское имя — Августин, нем. Martin Luther МФА: [ˈmartiːn ˈlʊtɐr]о файле; 10 ноября 1483, Айслебен, Саксония — 18 февраля 1546, там же) — немецкий христианский богослов, бывший католический монах-августинец, инициатор Реформации, ведущий переводчик Библии на немецкий язык. Ключевой создатель протестантизма, именем которого названо одно из его крупнейших направлений — лютеранство. Один из создателей немецкого литературного языка.
Лютер был рукоположён в католические священники в 1507 году. Со временем он пересмотрел свои взгляды и отверг некоторые важные элементы католического учения, в частности, учение об индульгенциях и учение о высочайшем религиозном авторитете папы римского. В 1517 году Лютер публично обнародовал свои 95 тезисов, что привело к религиозному брожению сначала в Германии, а затем и по всей Европе, и фактически стало отправной точкой Реформации. Папа Лев X (в 1520 году) и император Священной Римской империи Карл V (на Вормсском рейхстаге в 1521 году) потребовали от Лютера публично отречься от своего учения, но он отказался, после чего папа римский отлучил его от Католической церкви, а император объявил вне закона.
Лютер учил, что спасение и, следовательно, жизнь вечная не зарабатываются добрыми делами, но принимаются только как безвозмездный дар благодати Божией через веру во Христа как в Искупителя. Лютер также считал, что Библия является единственным источником богооткровенного знания, и выступил против привилегий духовенства, считая всех крещёных христиан святым священством, чем не только бросал вызов религиозному авторитету папы римского и его епископов, но и фактически отрицал предшествующее Священное Предание.
Лютер перевёл Библию на народный немецкий язык, тогда как до этого она существовала лишь на латыни. Перевод Лютера впервые сделал Библию доступной для широких масс мирян, которые начали самостоятельно изучать и даже толковать библейские тексты. Переводческая деятельность Лютера также способствовала развитию единого стандарта литературного немецкого языка и привела к созданию переводов Библии на другие европейские языки, в частности, английского перевода, Библии Тиндейла.
Мартин Лютер также был известен как автор христианских религиозных гимнов. Гимны, написанные Лютером, широко повлияли на дальнейшее развитие церковного пения в основных протестантских церквях. Брак Лютера, бывшего католического священника, с бывшей монахиней Катариной фон Борой фактически отменил для протестантов существовавший (и до сих пор существующий у католиков) обязательный для духовенства целибат.
Риторика Лютера была направлена не только против католиков, но и против иудеев, анабаптистов и нетринитарных христиан.

## Биография

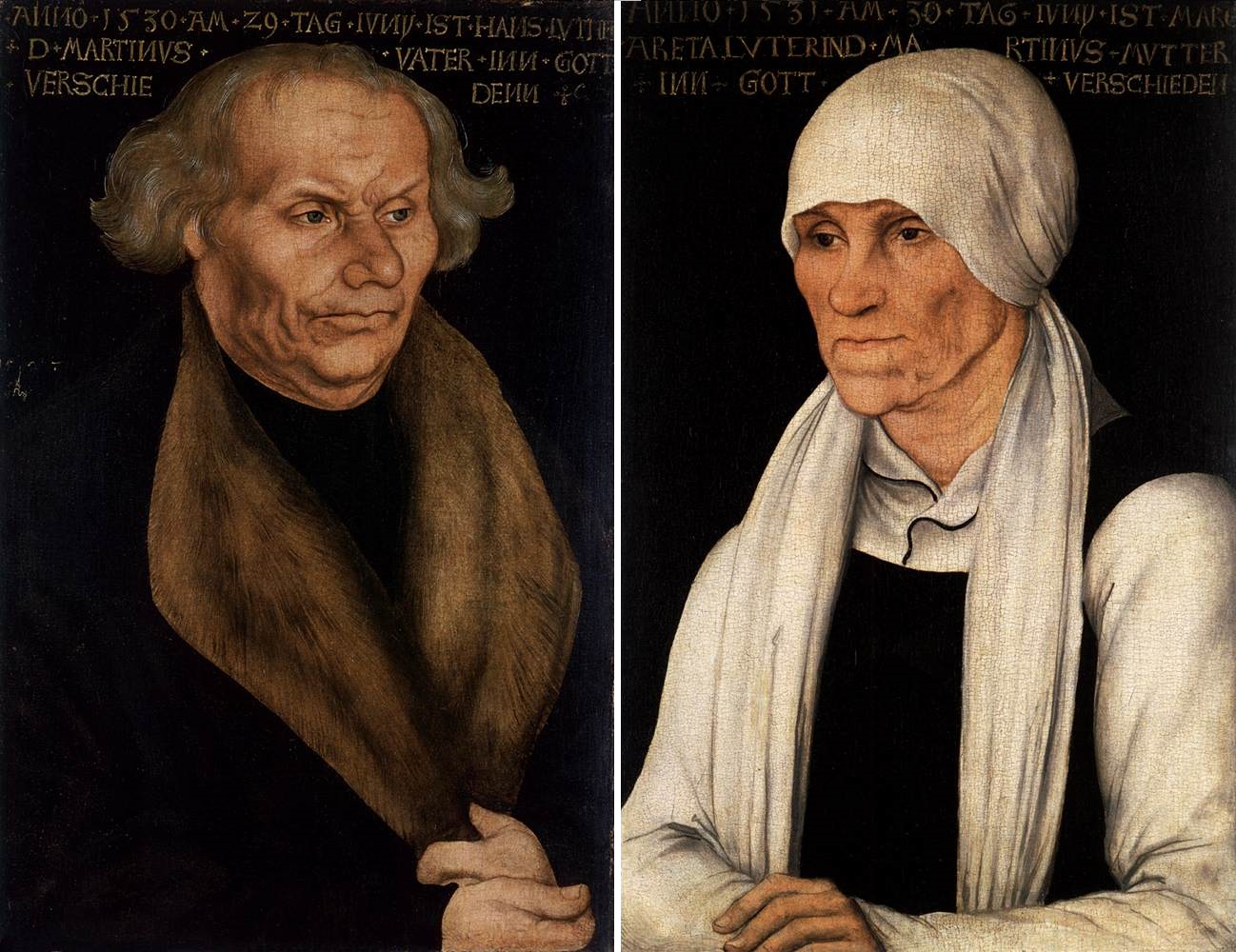
Родители Мартина Лютера Ганс и Маргарита Лютер. Худ. Лукас Кранах Старший

Мартин Лютер родился в семье Ганса Лютера (1459—1530), крестьянина, перебравшегося в Айслебен (Саксония) в надежде на лучшую жизнь. Там он работал на медных рудниках. После рождения Мартина семья переехала в горный городок Мансфельд, где отец стал зажиточным бюргером. В 1525 году Ганс завещал своим наследникам 1250 гульденов, на которые можно было купить поместье с землями, лугами и лесом.
В 1497 году родители отдали 14-летнего Мартина во францисканскую школу Магдебурга. В то время Лютер и его друзья зарабатывали на хлеб пением под окнами набожных обывателей.

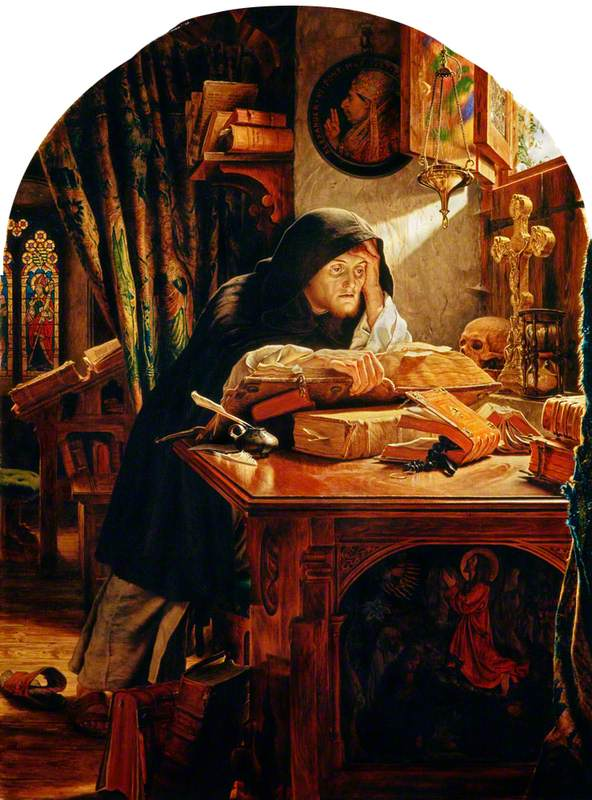
Лютер в Эрфурте. Худ. Джозеф Ноэль Патон

В 1501 году по решению родителей Лютер поступил в Эрфуртский университет. В те времена бюргеры стремились дать своим сыновьям высшее юридическое образование. Но ему предшествовало прохождение курса «семи свободных искусств». В 1505 году Лютер получил степень магистра «семи свободных искусств» и начал изучать юриспруденцию. В том же году он вопреки воле отца поступил в августинский монастырь в Эрфурте. Есть несколько объяснений этого неожиданного решения. Согласно одному, причиной стало угнетённое состояние Лютера вследствие «осознания своей греховности». Согласно другому, однажды он попал в сильную грозу и впоследствии вступил в Августинский орден. За год до этого должность викария ордена получил Иоганн Штаупиц, впоследствии друг Мартина.
В 1506 году Лютер принял монашеский обет. В 1507 году был рукоположён в священники.

### В Виттенберге
В 1508 году Лютера направили преподавать в новый Виттенбергский университет. Там он познакомился с работами блаженного Августина. Среди его учеников был Эразм Альберус. В 1508 году определён на кафедру профессора философии в Виттенберге и вскоре после того получил звание проповедника.
Лютер преподавал, а также учился для получения степени доктора теологии.
В 1511 году Лютера послали в Рим по делам ордена. Поездка произвела на молодого богослова неизгладимое впечатление. Там он впервые увидел развращённость римско-католического клира.
В 1512 году Лютер получил степень доктора теологии. После этого он занял должность преподавателя теологии вместо Штаупитца.
Лютер постоянно ощущал себя в состоянии неопределённости и невероятной слабости по отношению к Богу, и эти переживания играли большую роль в формировании его взглядов. В 1509 году он читал курс о «Сентенциях» Петра Ломбардского, в 1513—1515 годах — о псалмах, в 1515—1516 годах — о послании к Римлянам, в 1516—1518 годах — о посланиях к Галатам и к Евреям. Лютер кропотливо изучал Библию. Он не только преподавал, но и был смотрителем 11 монастырей. Он также проповедовал в церкви.
Лютер говорил, что он постоянно пребывает в состоянии ощущения греха. Пережив духовный кризис, Лютер открыл для себя иное понимание Посланий апостола Павла. Он писал: «Я понял, что Божественную праведность мы получаем посредством самой веры в Бога и благодаря ей, тем самым милостивый Господь оправдывает нас посредством самой веры». При этой мысли Лютер, как он сказал, почувствовал, что он родился вновь и через открытые врата вступил в рай. Представление о том, что оправдание верующий получает благодаря своей вере в милость Бога, Лютер разработал в 1515—1519 годах.

### Реформаторская деятельность

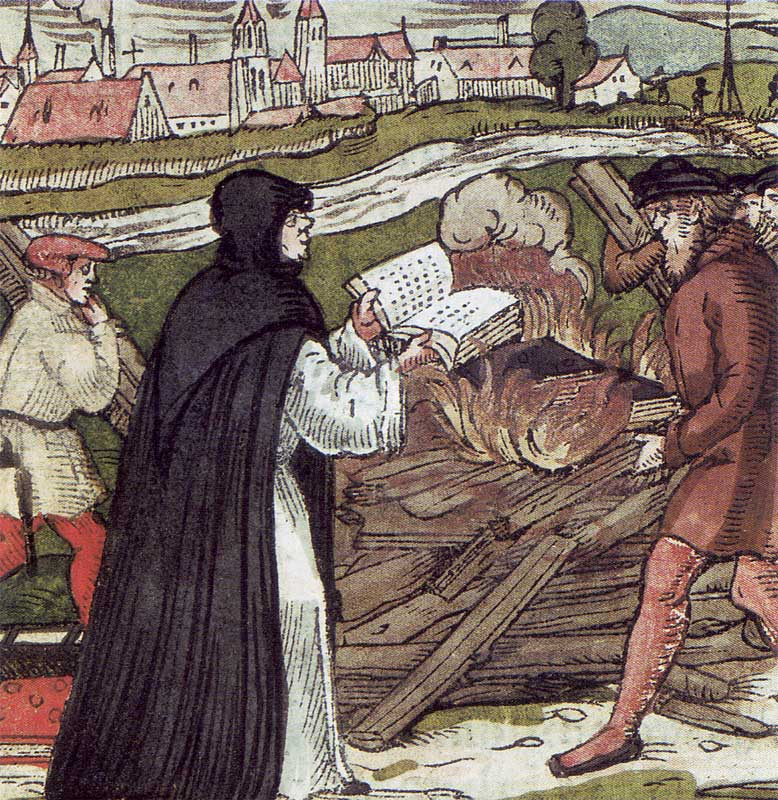
Мартин Лютер сжигает папскую буллу. Гравюра на дереве, 1557

18 октября 1517 года папа Лев X выпустил буллу об отпущении грехов и продаже индульгенций в целях «Оказания содействия построению храма св. Петра и спасения душ христианского мира». Лютер взорвался критикой роли церкви в спасении души[прояснить], которая выразилась 31 октября 1517 года в 95 тезисах против продажи индульгенций. Лютер прикрепил тезисы (либо сам, либо с помощью кого-то другого) к дверям замковой церкви в Виттенберге с предложением устроить научный диспут. В то же время тезисы были отправлены епископу Бранденбургскому и архиепископу Майнцскому. Стоит добавить, что выступления против папства были и раньше. Однако они носили другой характер. Возглавленные гуманистами выступления против индульгенций рассматривали проблему с точки зрения человечности[прояснить]. Лютер же критиковал догмы[какие?], то есть христианский аспект учения.
Слух о тезисах распространился молниеносно, и в 1519 году к Лютеру явился папский комиссар, переговоры с которым завершились мораторием на полемику: комиссар «ловко дал понять, что от Лютера требуется только одно: молчание — пока молчат противники. Пусть это дело так само собой и затухнет». Однако менее чем через полгода состоялся Лейпцигский диспут, куда Лютер явился, несмотря на расправу с Яном Гусом, и в диспуте выразил сомнение в праведности и непогрешимости католического папства. Тогда папа Лев X предал Лютера анафеме, в 1520 году буллу проклятия составил Пиетро из дома Аккольти (в 2008 году было объявлено, что Католическая церковь планирует его «реабилитировать»). Лютер публично сжёг во дворе Виттенбергского университета папскую буллу Exsurge Domine об отлучении его от Католической церкви и в обращении «К христианскому дворянству немецкой нации» объявил, что борьба с папским засильем является делом всего немецкого народа.
Император Карл V, поддерживавший папу римского, вызвал Лютера на Вормсский рейхстаг, где 18 апреля реформатор заявил: «Поскольку Ваше величество и вы, государи, желаете услышать простой ответ, я отвечу прямо и просто. Если я не буду убеждён свидетельствами Священного Писания и ясными доводами разума, ибо я не признаю авторитета ни пап, ни соборов, поскольку они противоречат друг другу, совесть моя Словом Божьим связана. Я не могу и не хочу ни от чего отрекаться, потому что нехорошо и небезопасно поступать против совести. Бог да поможет мне. Аминь». Первые издания речи Лютера содержат также слова: «На сём стою и не могу иначе», но в документальных записях заседания этой фразы не было.
Лютера отпустили из Вормса, поскольку ему предварительно была выдана императорская охранная грамота, но 26 мая 1521 года был издан Вормсский эдикт, осудивший Лютера как еретика. По пути из Вормса, вблизи деревни Эйзенах, придворные курфюрста Фридриха Саксонского по просьбе своего господина инсценировали похищение Лютера, тайно поместив его в замок Вартбург; некоторое время многие считали его погибшим. В замке Лютеру якобы являлся дьявол, но Лютер приступил к переводу Библии на немецкий язык, редактировать который ему помогал профессор теологии Виттенбергского университета Каспар Круцигер.

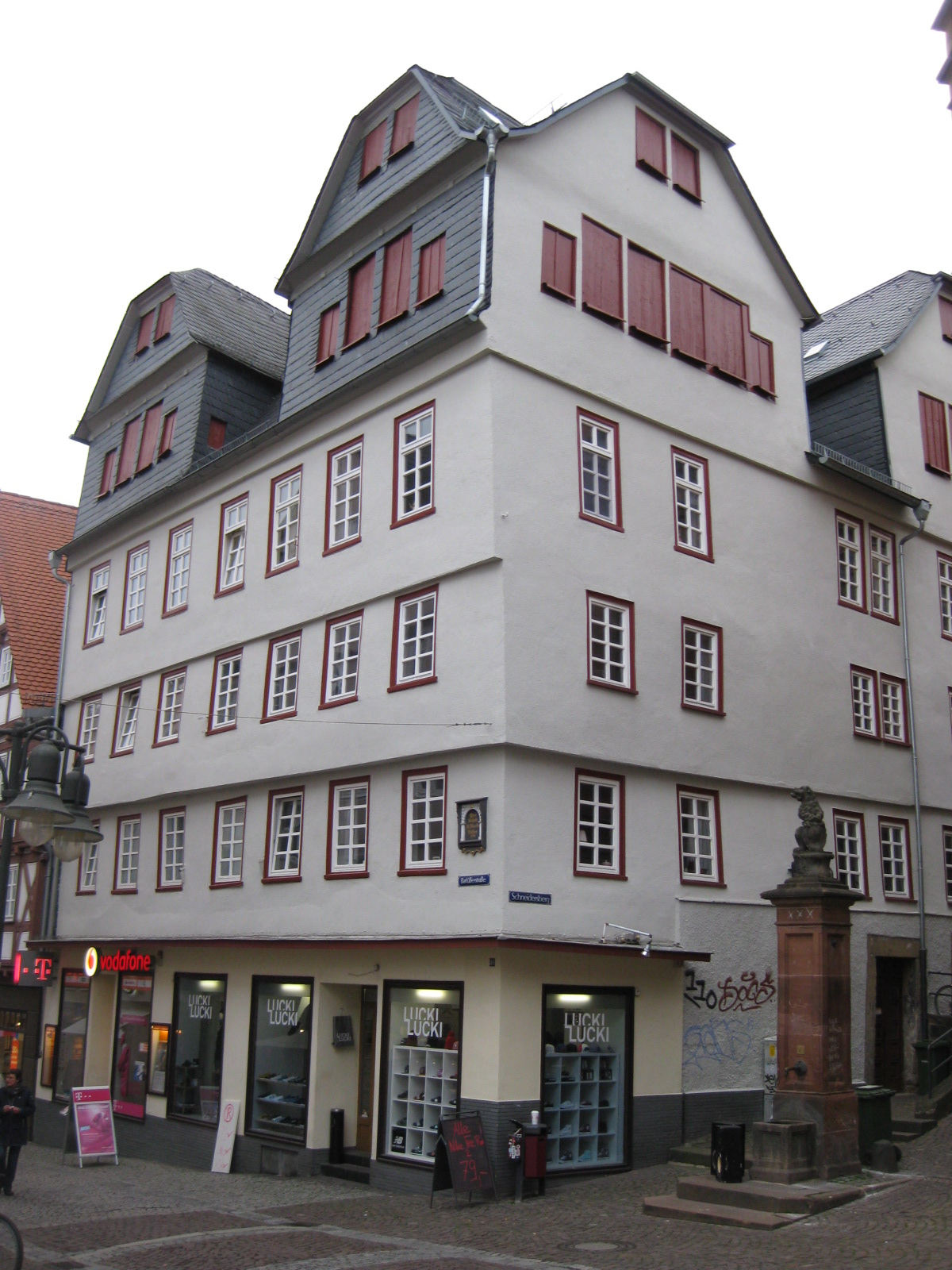
В этом доме в Марбурге Мартин Лютер жил во времена Марбургского диспута 1529 года

В 1525 году 42-летний Лютер женился на 26-летней бывшей монахине Катарине фон Боре. В браке у них родилось шестеро детей. Студент Виттенбергского университета Георг фон Кюнхайм в 1555 году женился на младшей дочери Мартина Лютера Маргарите, которая умерла в Мюльхаузене (ныне Гвардейское (Калининградская область)) в 1570 году и похоронена рядом с пятью детьми перед алтарём церкви.
Во время Крестьянской войны 1524—1526 годов Лютер выступил с резкой критикой бунтовщиков, написав «Против убийственных и грабящих орд крестьян», где назвал расправу с зачинщиками беспорядков «богоугодным делом».
В 1526 году он издал сочинение о немецкой обедне, сообразно с которым предприняты были учреждения и распорядки сначала в саксонском курфюршестве, а потом и в других странах. В 1529 году Лютер составил Большой и Малый катехизисы, которые были положены во главу угла Книги Согласия.
В работе Аугсбургского рейхстага 1530 года Лютер не участвовал, позиции протестантов на нём представлял Меланхтон.

Лютер неоднократно появлялся в Йене. Известно, что в марте 1532 года он инкогнито останавливался в гостинице «Чёрный медведь». Через два года он проповедовал в городской церкви св. Михаила, выступая против убеждённых противников Реформации. После основания «Салана» в 1537 году, ставшего впоследствии университетом, Лютер получил там широкие возможности для проповеди и призывов к обновлению церкви. В 1537 году он составил Смалькальденские статьи.
Последователь Лютера Георг Рёрер (1492—1557) при своих посещениях Университета и библиотеки занимался редактированием трудов Лютера. В результате была издана «Иенская Библия Лютера», находящаяся в настоящее время в музее города.
Написал в 1545 году книгу, которая на вормсском сейме была представлена саксонскими полномочными. Последние годы жизни Лютер страдал от хронических недугов. Он умер в Айслебене 18 февраля 1546 года.
В 1546 году курфюрст Иоганн Фридрих I сделал заказ мастеру Генриху Циглеру из Эрфурта статую для могилы Лютера в Виттенберге. В качестве оригинала предполагалось использовать деревянную статую, созданную Лукасом Кранахом Старшим. Имевшаяся бронзовая доска на два десятилетия была на хранении в замке Веймара. В 1571 году средний сын Иоганна Фридриха передал её в дар университету.

## Богословские взгляды Лютера

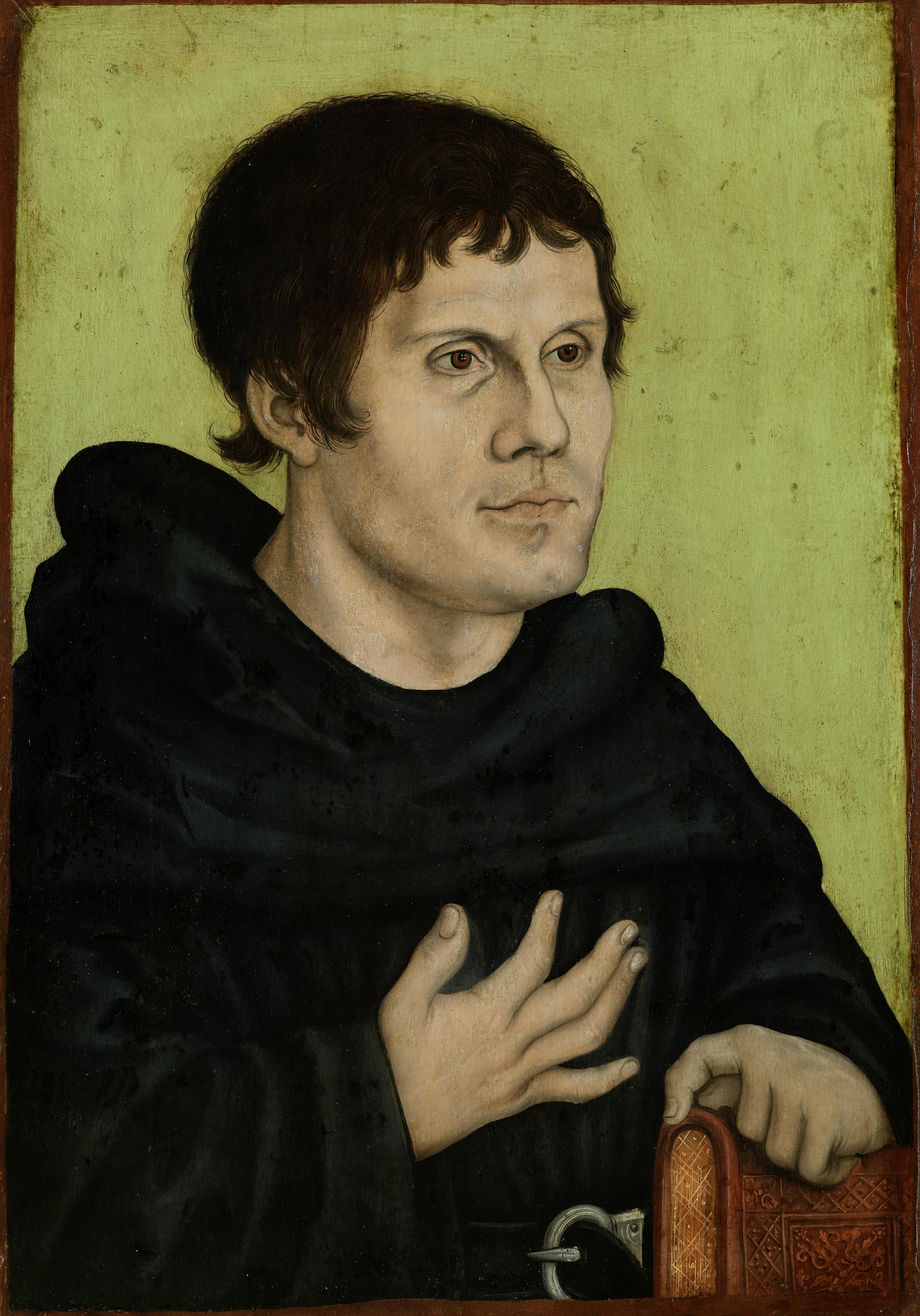
Портрет Лютера в образе августинского монаха

Основополагающие принципы достижения спасения по учению Лютера: sola fide, sola gratia et sola Scriptura («только верой, только благодатью и только Писанием»). Лютер объявил несостоятельным католический догмат о том, что церковь и духовенство являются необходимыми посредниками между Богом и человеком. Единственным путём спасения души для христианина является вера, дарованная ему непосредственно Богом (Гал. 3:11 «Праведный верою жив будет», а также Еф. 2:8 «Ибо благодатью вы спасены через веру, и сие не от вас, Божий дар»). Лютер заявил об отвержении авторитета папских декретов и посланий и призвал считать главным источником христианских истин не институциональную церковь, а Библию. Антропологический компонент учения Лютер сформулировал как «христианскую свободу»: свобода души не зависит от внешних обстоятельств, но исключительно от воли Бога.
Одним из центральных и востребованных положений взглядов Лютера считается концепция «призвания» (нем. Berufung). В противоположность католическому учению о противопоставлении мирского и духовного, Лютер полагал, что и в мирской жизни на профессиональном поприще осуществляется Божья благодать. Бог предназначает людей к тому или иному виду деятельности, вкладывая в них различные таланты или способности, и долг человека прилежно трудиться, исполняя своё призвание. В глазах Бога нет труда благородного или презренного.

Труды монахов и священников, какими бы тяжкими и святыми они ни были, ни на йоту не отличаются в глазах Бога от трудов крестьянина в поле или женщины, работающей по хозяйству.

Концепция «призвания» появляется у Лютера в процессе перевода фрагмента Библии на немецкий язык (Сирах 11:20-21): «пребывай в труде (призвании) своём»

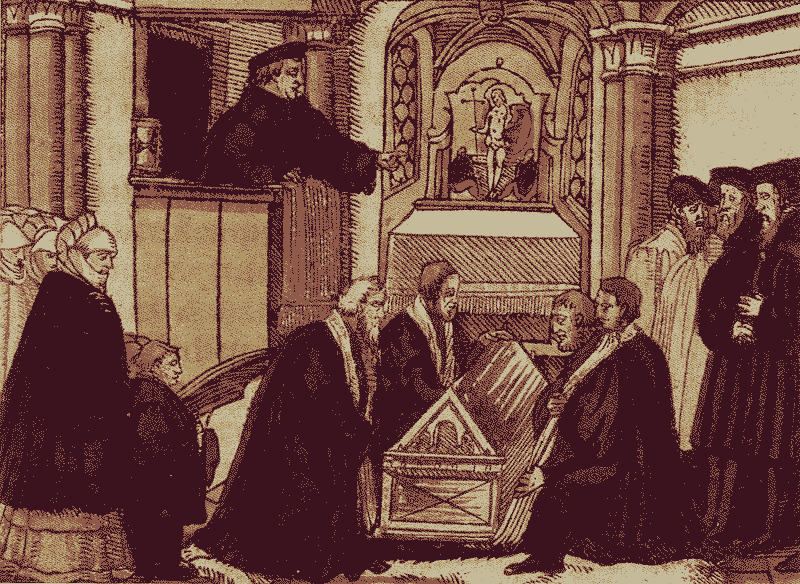
Бугенхаген проповедует на похоронах Лютера

Основной целью тезисов было показать, что священники не являются посредниками между Богом и человеком, они должны лишь направлять паству и являть собой пример истинных христиан. «Человек спасает душу не через Церковь, а через веру», — писал Лютер. Он выступает против догмата непогрешимости личности папы римского, что было ярко продемонстрировано в дискуссии Лютера со знаменитым богословом Иоганом Экком в 1519 году. Опровергая непогрешимость папы римского, Лютер ссылался на Греческую, то есть Православную церковь, которая также считается христианской и обходится без папы римского и его безграничных полномочий. Лютер утверждал непогрешимость Священного Писания, а авторитет Священного Предания и соборов ставил под сомнение.
Согласно Лютеру, «мёртвые ничего не знают» (Эккл. 9:5). Кальвин возражает ему в своём первом теологическом труде «Сон душ» (1534).

## Историческое значение деятельности Лютера
Согласно Максу Веберу, лютеранская проповедь не только дала толчок Реформации, но и послужила одним из поворотных моментов в зарождении капитализма и определила дух Нового времени.
В историю немецкой общественной мысли Лютер вошёл и как деятель культуры, реформатор образования, языка, музыки. В 2003 году по результатам опросов общественного мнения Мартин Лютер стал вторым из самых великих немцев за всю историю Германии (первое место получил Конрад Аденауэр, третье — Карл Маркс).
Лютер не только испытал влияние культуры Возрождения, но в борьбе с «папистами» стремился использовать народную культуру и многое сделал для её развития. Большое значение имел выполненный главным образом Лютером перевод Библии на немецкий язык (1522—1542), в котором он утвердил нормы общенемецкого национального языка. В этой работе ему помогал его преданный друг и соратник Иоганн-Каспар Аквила.

## Лютер и антисемитизм
Антисемитизм Лютера (см. работу «О евреях и их лжи») понимают по-разному. Одни считают, что антисемитизм был личной позицией Лютера и всего лишь выражением духа времени и не повлиял на его богословские взгляды. Другие полагают, что взгляды Лютера оказали долгосрочное влияние на существование антисемитских настроений среди его последователей.
В начале своей проповеднической деятельности Лютер, по всей видимости, не был антисемитом. В 1523 году он даже написал памфлет «Иисус Христос родился евреем». Однако, по мере развития Реформации, Лютер начал терять надежду на крупномасштабное обращение иудеев в христианство, и, возможно, поэтому с годами стал более нетерпимым по отношению к иудаизму, обрушиваясь на его приверженцев с той же резкостью, что и на анабаптистов, Цвингли и папу римского. В двух своих достаточно поздних работах Лютер выражал уже откровенно враждебные взгляды на иудаизм, и призывал к изгнанию всех евреев, отказавшихся креститься, и к сожжению их синагог.
Иудеев Лютер осуждал, главным образом, за их антитринитаризм, то есть, за отрицание христианского догмата о Троице. Антисемитские призывы Лютера в XX веке вызвали симпатию Гитлера и его сторонников. Даже так называемую «Хрустальную ночь» нацисты называли празднованием дня рождения Лютера.

## Лютер и музыка

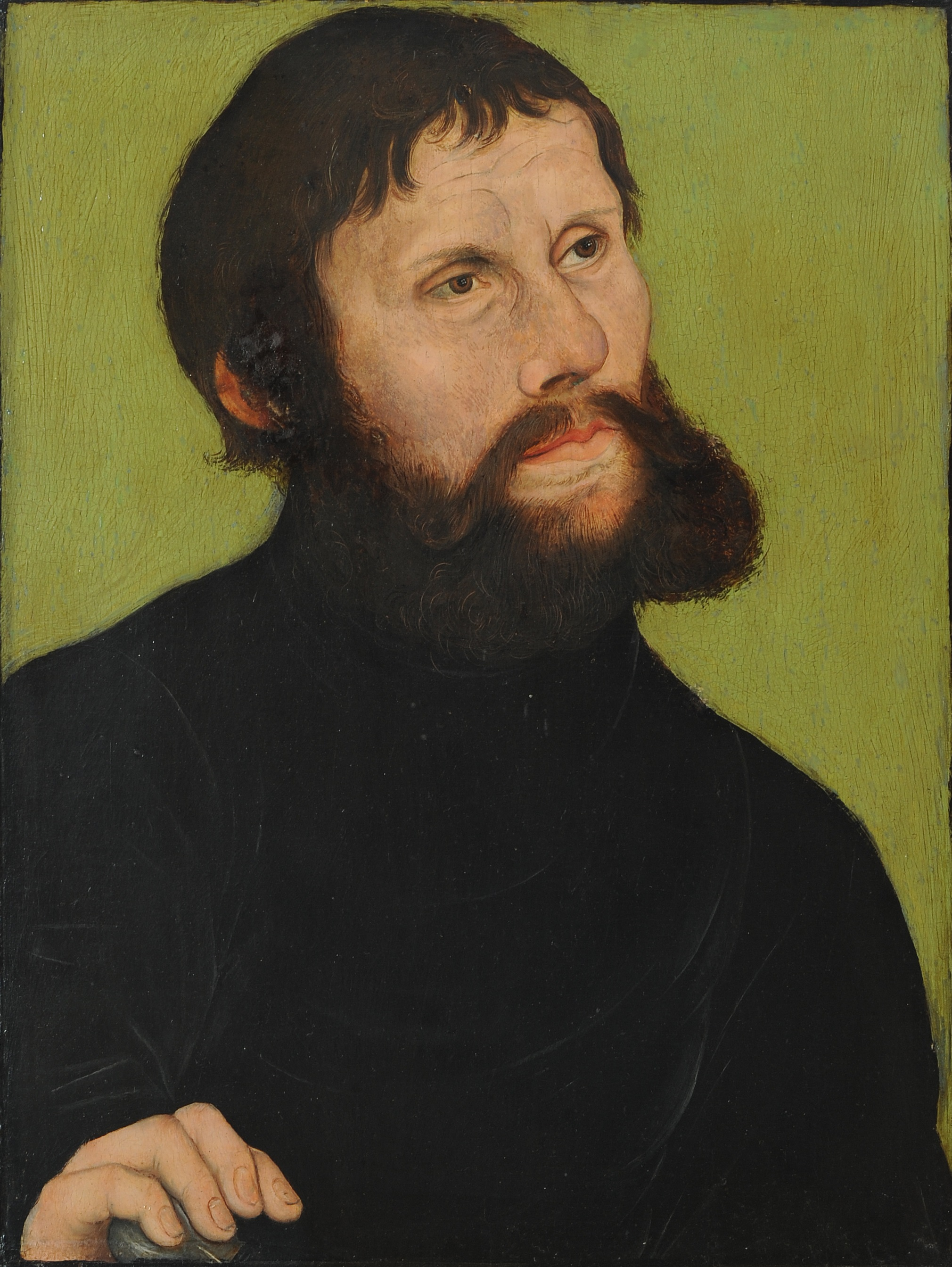
Мартин Лютер, скрывающийся под именем юнкера Йорга, 1521

Лютер хорошо знал историю и теорию музыки, его любимыми композиторами были Жоскен Депре и Людвиг Зенфль. В своих трудах и письмах он цитировал средневековые и ренессансные трактаты о музыке (трактаты Иоанна Тинкториса почти дословно).
Лютер — автор предисловия (на латыни) к сборнику мотетов (разных композиторов) «Приятные созвучия… для 4 голосов», выпущенному в 1538 немецким издателем Георгом Рау. В этом тексте, неоднократно переиздававшемся в XVI веке (в том числе в немецком переводе) и получившем (позднее) название «Похвала музыке» (Encomion musices), Лютер даёт восторженную оценку имитационно-полифонической музыке с основой на cantus firmus. Кто неспособен оценить Божественную красоту такой изысканной полифонии, «тот недостоин называться человеком, и пусть слушает, как кричит ишак и хрюкает свинья». Помимо того, Лютер написал предисловие (на немецком) в стихах Frau Musica к небольшой поэме Иоганна Вальтера (1496—1570) Lob und Preis der löblichen Kunst Musica" (Wittenberg, 1538), а также ряд предисловий к песенникам разных издателей, вышедшим в 1524, 1528, 1542 и 1545 годах, где излагал свои взгляды на музыку как исключительно важную, неотъемлемую составляющую обновлённого культа.
В рамках богослужебной реформы ввёл общинное пение строфических песен на немецком языке, позже названных обобщённо протестантским хоралом:

Ещё я хочу, чтобы у нас было как можно больше песен на родном языке, которые люди могли бы петь во время мессы, непосредственно после градуала и после Sanctus и Agnus Dei. Ибо несомненно, что изначально все люди пели то, что сейчас поёт только хор [клириков].
— Formula missae
Предположительно с 1523 года Лютер принял непосредственное участие в составлении нового обиходного репертуара, сам сочинял стихи (чаще пересочинял церковные латинские и светские прототипы) и подбирал к ним «благопристойные» мелодии — как авторские, так и анонимные, в том числе из репертуара Католической церкви. Например, в предисловии к сборнику песен для погребения усопших (1542) он писал:

Мы ради доброго примера отобрали красивые мелодии и песни, использовавшиеся при папстве для всенощных бдений, заупокойных месс и погребений <…> и напечатали некоторые из них в этой книжице, <…> но снабдили их другими текстами, чтобы воспевать артикул о воскресении, а не чистилище с его муками и удовлетворением за грехи, в котором умершие не могут почить и найти успокоение. Сами песнопения и ноты [католиков] дорогого стоят, и было бы жаль, если бы всё это пропало втуне. Однако нехристианские и несуразные тексты или слова должны уйти прочь.

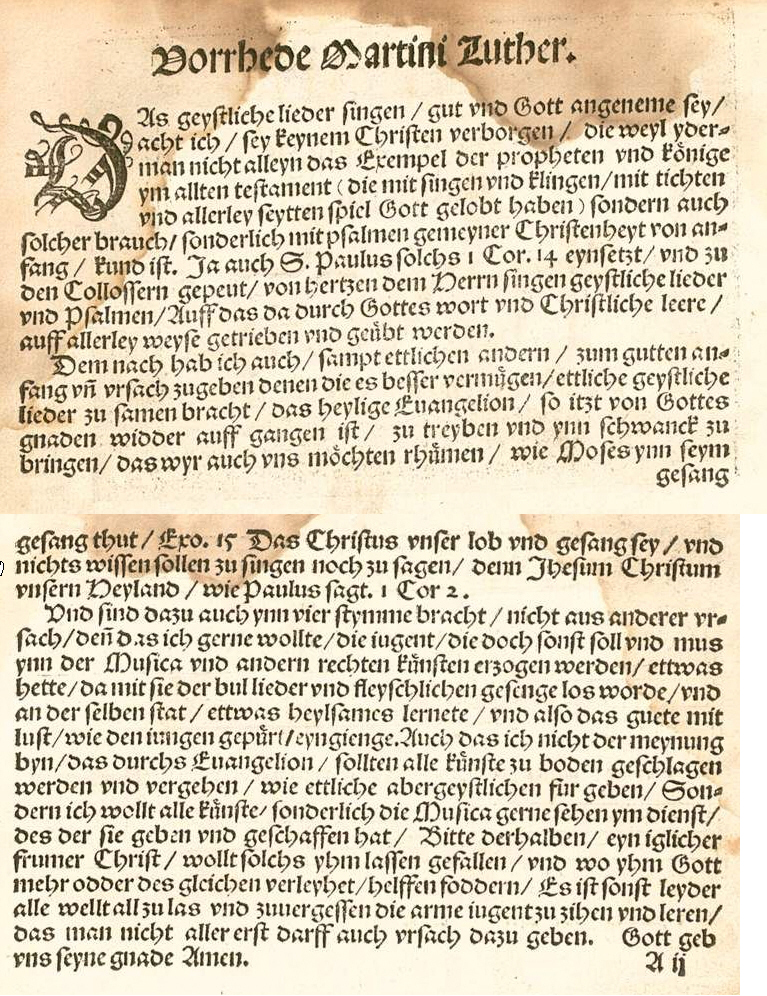
Предисловие Мартина Лютера к первому сборнику протестантских хоралов, так называемому «Виттенбергскому песеннику» (1524)

Вопрос о том, насколько велик персональный вклад Лютера в музыку Протестантской церкви, на протяжении веков неоднократно пересматривался и остался дискуссионным. Некоторые церковные песни, написанные Лютером при активном участии Иоганна Вальтера, вошли в первый сборник четырёхголосных хоральных обработок «Книжечка духовных песнопений» (Виттенберг, 1524). В предисловии к нему (см. приведённое факсимиле) Лютер писал:

То, что пение духовных песен хорошее и богоугодное дело, очевидно всякому христианину, ведь не только пример пророков и царей Ветхого завета (которые славили Бога песнями и инструментальной музыкой, стихами и на всевозможных струнных инструментах), но и особый обычай псалмопения был известен всему христианству с самого начала. <…> Поэтому для начала, чтобы поощрить тех, кто может сделать это получше, я вместе с несколькими другими [авторами] составил несколько духовных песен. <…> Они положены на четыре голоса потому только, что я очень хотел, чтобы молодёжь (которой так или иначе придётся обучаться музыке и другим подлинным искусствам) обрела нечто, с помощью чего она могла бы отставить прочь любовные серенады и похотливые песенки (bul lieder und fleyschliche gesenge) и вместо них научиться чему-то полезному, и притом чтобы благо сочеталось со столь желанной для молодых приятностью.

Хоралы, которые традиция приписывает Лютеру, вошли и в другие первые сборники (одноголосных) церковных песен протестантов, которые были напечатаны в том же 1524 году в Нюрнберге и в Эрфурте.
Известнейшие хоралы, сочинённые самим Лютером — Ein feste Burg ist unser Gott («Господь наш — оплот», сочинён между 1527 и 1529) и Vom Himmel hoch, da komm ich her («Схожу с высот небесных я»; в 1535 сочинил стихи, подложив их под шпильманскую мелодию Ich komm’ aus fremden Landen her; в 1539 сочинил к стихам собственную мелодию).
Всего Лютеру приписывают сочинение около 30 хоралов. Стремясь к простоте и доступности богослужения, Лютер установил новое общинное пение строго диатоническим, с минимальным распевом (использовал преимущественно силлабику) — в противовес григорианскому хоралу, в котором много пышной мелизматики, требующей профессионализма певчих. Месса и службы оффиция (прежде всего вечерня с магнификатом), унаследованные от католиков, распевались как на стандартные латинские тексты, так и по-немецки. При этом заупокойную мессу и другие пышные ритуалы, которые практиковались католиками в богослужении об умерших, Лютер упразднил.
Труды, важнейшие для понимания богослужебной реформы Лютера, — «Формула мессы» (Formula missae, 1523) и «Немецкая месса» (Deutsche Messe, 1525—1526). В них даны 2 литургические формы (на латинском и немецком языках), которые не были взаимоисключающими: латинские песнопения могли совмещаться с немецким хоралом внутри одной службы. Богослужение полностью на немецком языке практиковалась в небольших городах и деревнях. В крупных городах, располагавших латинскими школами и университетами, макароническая протестантская месса была нормой.
Лютер не возражал против использования в церкви музыкальных инструментов, в особенности органа.

## Лютер в искусстве
- «Лютер» (Luther, Германия, 1928);

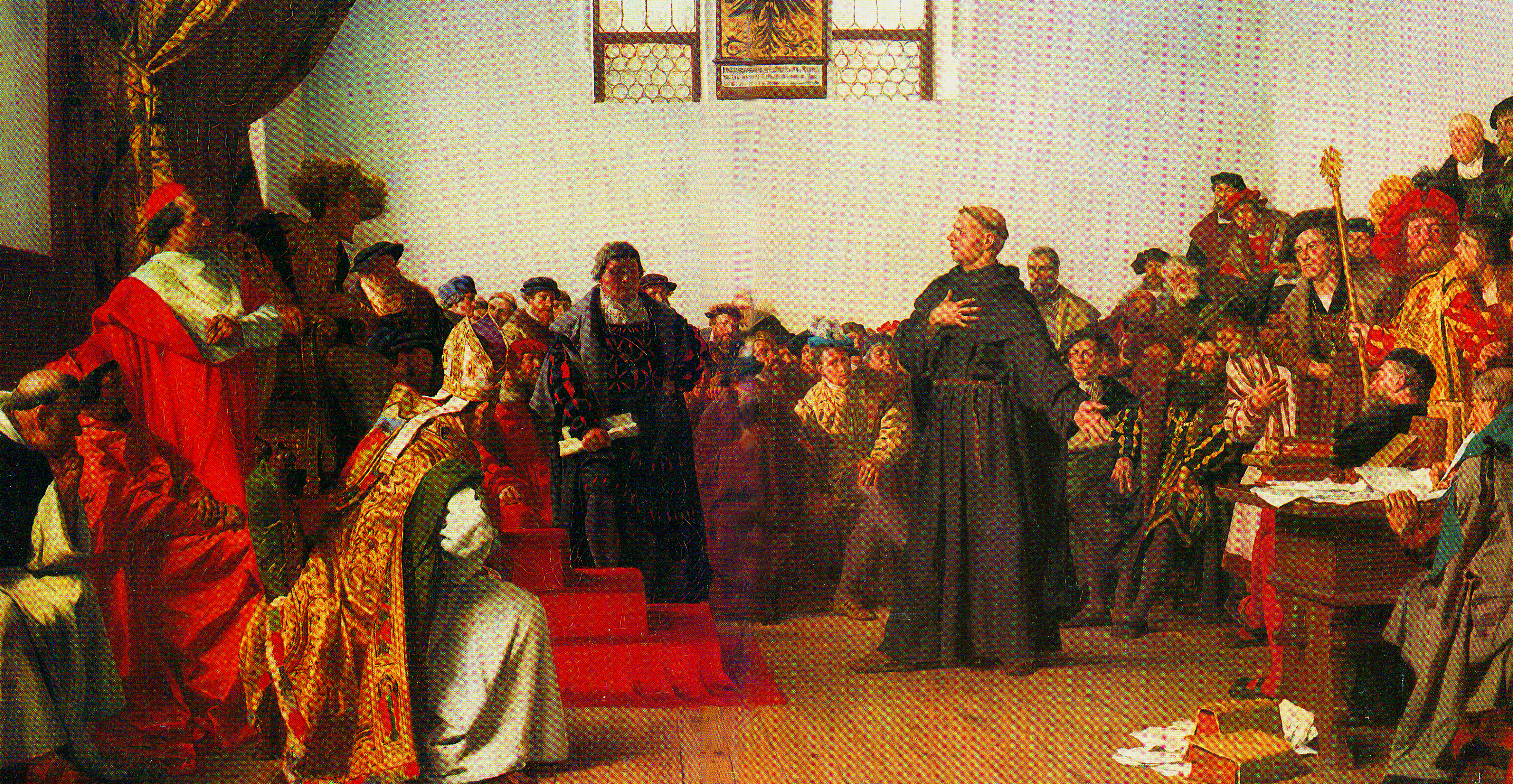
Лютер в Вормсе: «На сём я стою…»

- «Мартин Лютер» (Martin Luther, США 1953);
- «Лютер» (Luther, США-Канада, 1974);
- «Мартин Лютер» (Martin Luther, Германия, 1983);
- «Мартин Лютер» (Martin Luther, Великобритания, 2002);
- «Лютер» (Luther; в российском прокате «Страсти по Лютеру», ФРГ, 2003). В роли Мартина Лютера — Джозеф Файнс.

В 2010 году известный немецкий художник-концептуалист Оттмар Хёрль установил на главной рыночной площади Виттенберга в Германии 800 скульптур Мартина Лютера.

## Сочинения
- Библия Лютера

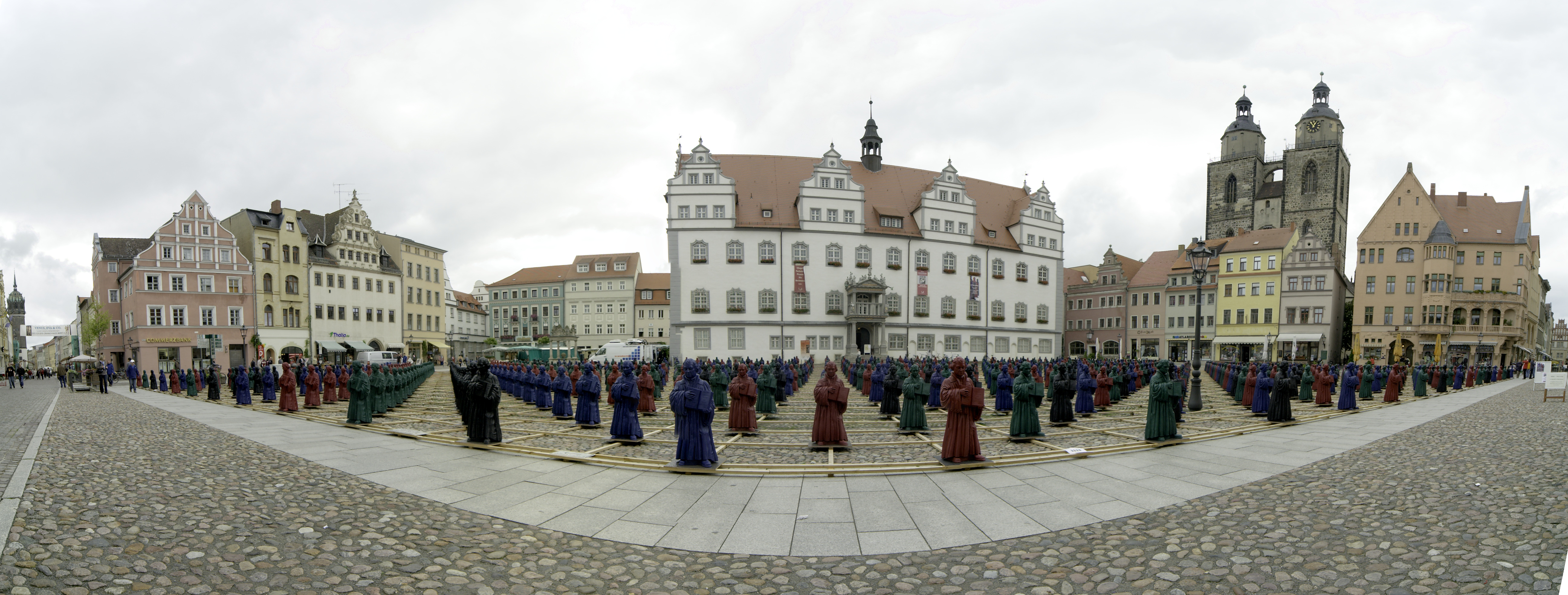
Оттмар Хёрль. Инсталляция «800 скульптур Мартина Лютера». Виттенберг, Германия

- Лекции о Послании к Римлянам (1515—1516)
- 95 тезисов об индульгенциях (1517)
- К христианскому дворянству немецкой нации (1520)
- О вавилонском пленении церкви (1520)
- Письмо Мюльпфорту (1520)
- Открытое письмо папе Льву Х (1520), 6 сентября
- О свободе христианина
- Против проклятой буллы Антихриста
- Речь на Вормском Рейхстаге 18 апреля 1521 года
- О рабстве воли (1525)
- О войне против турок (1528)
- Большой и малый Катехизис (1529)
- Письмо о переводе (1530)
- Похвала музыке (перевод на немецкий язык) (1538)
- О евреях и их лжи (1543)

## Издания сочинений Лютера
- Luthers Werke. Kritische Gesamtausgabe. 65 Bde. Weimar: Böhlau, 1883—1993 (лучшее издание трудов Лютера, считается нормативным для исследователей наследия Лютера).
- Luther’s Works. American Edition. 55 vls. St. Louis, 1955—1986 (перевод трудов Лютера на англ. язык; издание не окончено).
- Лютер М. Время молчания прошло. Избранные произведения 1520—1526. — Харьков, 1994.
- Лютер М. Застольные беседы. — Одесса : Тюльпан, 2011. — 280 с. — ISBN 978-966-2110-17-3.
- Лютер М. Избранные произведения. — СПб., 1994. 2 изд. — СПб., 1997.
- Лютер М. О свободе христианина. [Сборник сочинений М. Лютера; в приложении разл. авторы о Лютере и о Реформации в Европе]. — Уфа: ARC, 2013. — 728 с. — ISBN 978-5-905551-05-5
- Лютер М. Перевод Библии. 1534. переиздана 1935 (на немецком).
- Лютер М. 95 тезисов. [Сборник сочинений М. Лютера; в приложении Лейбниц, Гегель, К.Фишер о Боге, философии религии и Реформации]. — СПб.: Роза мира, 2002.